# Colebrookdale
Colebrookdale  è una township degli Stati Uniti d'America, nella contea di Berks nello Stato della Pennsylvania. Secondo il censimento del 2000 la popolazione è di 5.270 abitanti.

## Società

### Evoluzione demografica
La composizione etnica vede una maggioranza della razza bianca (98,69%), seguita da quella asiatica (0,34%) dati del 2000.
| township di Colebrookdale Popolazione |       |
| 2000                                  | 5.270 |
| Stima al 2009                         | 5.456 |